# معارضة الحرب العالمية الثانية
عبرت حكومات وشعوب الدول المتحاربة في الحرب العالمية الثانية عن معارضتها للحرب بدرجات مختلفة. تغير التردد الأولي لدعم الصراع في الدول الديمقراطية المتحالفة إلى دعم ساحق، ولكن لم يكن هذا الدعم كاملًا بمجرد بدء الحرب. عارض بعض السياسيين والقادة العسكريين في قوى المحور بدء الصراع أو توسعه. ومع ذلك حدّت الطبيعة الشمولية لهذه البلدان من تأثير ذلك. عارضت الدول غير المقاتلة الانضمام إلى الحرب لعدة أسباب، بما في ذلك الحفاظ على الذات أو لأسباب اقتصادية أو للإيمان بالحياد في حد ذاته. بعد الحرب، أعرب أغلب سكان دول المحور عن أسفهم لتورط دولهم. في المقابل، احتفلت شعوب دول الحلفاء بمشاركتها والطبيعة العادلة للحرب، خاصة بالمقارنة مع الحرب العالمية الأولى.

## خلفية
بعد الحرب العالمية الأولى، تشكلت عصبة الأمم على أمل أن تتمكن الدبلوماسية والمجتمع الدولي الموحد من منع حرب عالمية أخرى. ومع ذلك، كان تشكيل العصبة واسترضاء الدول العدوانية أثناء غزو منشوريا وإثيوبيا وضم تشيكوسلوفاكيا غير فعال إلى حد كبير. في بعض الأحيان جاءت معارضة هذه الغزوات أيضًا من السياسيين داخل الدول المعتدية مثل الوزير الياباني كيجورو شيدهارا. اعتبرت إحدى مدارس الفكر التاريخي أن الاسترضاء أدى إلى نشوب حرب أوسع نطاقًا من خلال تشجيع الدول العدوانية.

## غزو بولندا والحرب الزائفة

### المشاعر الألمانية المناهضة للحرب
وصلت المعارضة لما سيصبح الحرب العالمية الثانية إلى ذروتها في الجيش الألماني مع مؤامرة أوستر، وهي مؤامرة لإزالة هتلر من السلطة إذا أدى الضغط الممارس على تشيكوسلوفاكيا إلى الحرب. لا توجد خطط مماثلة معروفة لغزو بولندا.

### المشاعر البولندية المناهضة للحرب
هيمنت على المشاعر العامة في بولندا في فترة ما بين الحربين العالميتين فكرة أن أمتهم تشكلت من خلال الحرب ولا يمكن الحفاظ عليها إلا من خلال الاستعداد للحروب المستقبلية. واستمرت المفاوضات الدبلوماسية مع ألمانيا، ولكن دفع الخوف من التسوية التي تؤدي إلى فقدان بطيء للسيادة، مثلما حدث مع تشيكوسلوفاكيا، القادة البولنديين إلى وضع ثقتهم في التحالف العسكري البريطاني والفرنسي.

### المشاعر البريطانية والكومنولث المناهضة للحرب
سُجن دعاة السلام في جميع أنحاء الإمبراطورية البريطانية الذين عبروا عن المشاعر المناهضة للحرب. وعارض أوزوالد موسلي واتحاده البريطاني للفاشيين الحرب، معتقدين أن حربًا عالمية أخرى ضد ألمانيا لم تكن في مصلحة بريطانيا الوطنية وأن البريطانيين يجب أن «يقاتلوا من أجل بريطانيا وحدهم». أكدت المقالات الافتتاحية والرسوم الكاريكاتورية في كثير من الأحيان أن الإمبراطورية البريطانية بحاجة إلى الاستعداد لحرب دفاعية ضد اليابان وأن الحرب مع ألمانيا ستعرض مصالح بريطانيا في آسيا للخطر. كرّس موسلي كل جهود الحزب لـ «حملة السلام»، داعيًا إلى إجراء استفتاء على استمرار الحرب والدعوة إلى معاهدة سلام للتفاوض عليها مع ألمانيا. انتهت الحملة بعد اعتقال موسلي والعديد من كبار أعضاء الحزب بموجب لائحة الدفاع 18ب في مايو 1940.
كان الاشتراكيون في بريطانيا منقسمين في الثلاثينيات. كان هناك عنصر قوي من السلامية في الحركة الاشتراكية، مثل حزب العمال المستقل في بريطانيا. ومع ذلك، وازنوا التزامهم بالسلمية من خلال النضال المناهض للفاشية. خلال فترة الجبهة الشعبية، تحالف الكومنترن (الشيوعية الدولية) مع أحزاب أخرى مناهضة للفاشية، بما في ذلك الأحزاب اليمينية. أنهى الكومنترن هذه السياسة عندما وقع الاتحاد السوفيتي على ميثاق عدم الاعتداء مع أدولف هتلر في أغسطس 1939.
في الهند البريطانية، قاد زعيم الاستقلال المهاتما غاندي حركة اتركوا الهند من أجل عرقلة أي جهود لدعم البريطانيين في الحرب والمطالبة بالاستقلال الكامل للهند عن الحكم البريطاني.